# Medailové pořadí na Zimních olympijských hrách 1928
Toto je medailové pořadí zemí na Zimních olympijských hrách 1928, které se konaly v St. Moritz ve Švýcarsku od 11. února 1928 do 19. února 1928. Těchto her se zúčastnilo 464 sportovců z 25 zemí ve 14 disciplínách v 6 sportech.

## Počet medailí
Toto je kompletní tabulka počtu medailí udělených na Zimních olympijských hrách 1928 podle údajů Mezinárodního olympijského výboru.
| Pořadí | Země                         | Zlato | Stříbro | Bronz | Celkem |
| ------ | ---------------------------- | ----- | ------- | ----- | ------ |
| 1      | Norsko (NOR)                 | 6     | 4       | 5     | 15     |
| 2      | Spojené státy americké (USA) | 2     | 2       | 2     | 6      |
| 3      | Švédsko (SWE)                | 2     | 2       | 1     | 5      |
| 4      | Finsko (FIN)                 | 2     | 1       | 1     | 4      |
| 5      | Kanada (CAN)                 | 1     | 0       | 0     | 1      |
| 5      | Francie (FRA)                | 1     | 0       | 0     | 1      |
| 7      | Rakousko (AUT)               | 0     | 3       | 1     | 4      |
| 8      | Belgie (BEL)                 | 0     | 0       | 1     | 1      |
| 8      | Československo (TCH)         | 0     | 0       | 1     | 1      |
| 8      | Německo (GER)                | 0     | 0       | 1     | 1      |
| 8      | Velká Británie (GBR)         | 0     | 0       | 1     | 1      |
| 8      | Švýcarsko (SUI)              | 0     | 0       | 1     | 1      |
| Celkem | Celkem                       | 14    | 12      | 15    | 41     |